# Kansa
Kansa (også kaldt kaw og stavet caw, kanza, kauzaus og på andre måder) er en føderalt anerkendt og forholdsvis ny og lille indianerstamme i oprindeligt Kansas, men med reservat i Oklahoma efter 1873. Den er én af fem stammer, som hver især udsprang af en stor, unavngiven moderstamme under dennes folkevandring væk fra Ohio River, Illinois. Opsplitningen skete måske i 1600-tallet.:246  De fire nærtbeslægtede stammer er omaha, osage, ponca og quapaw.:220  (Om udvandringen fra Ohio River: Se ponca)
Kansaernes sprog er dhegiha siouansk, og det ligger tæt op ad de fire andre stammers sprog.:273 
Kansaerne bosatte sig i ubeskyttede byer:22  med hytter dækket af enten bark eller jord ved først Missouri River i det nordøstligste Kansas, så vestpå op langs Kansas River og derpå lidt sydpå til et reservat ved Neosho River. De færre end 2.000:16  byindianere var især jægerfolk, men de dyrkede en smule majs og andre afgrøder.:224  Kansaernes bosættelser og jagt i territorier allerede brugt mere eller mindre hyppigt af etablerede stammer i området gav grobund for konflikter.:55  Nogle kansaer var i besiddelse af spanske muldyr i år 1700;:4  ellers brugte de stadig hunde som trækdyr under deres lange jagtture på prærien om sommeren efter bisoner.:19 
Op gennem 1700-tallet handlede kansaerne navnligt med franske pelsopkøbere.:221 
Stammen indgik en freds- og venskabs-traktat med USA den 28. oktober 1815 og anerkendte at stå under de amerikanske staters beskyttelse; om høvdingene så forstod betydningen af det eller ej.:97  Gennem århundredet afstod stammen store landområder til USA ad flere omgange efter pres fra et voksende antal nybyggere. Befolkningstallet faldt drastisk som følge af epidemier,:27  ligesom tab på slagmarken under sammenstød med bl.a. pawneer bidrog til nedgangen.:41  En næsten konstant knaphed på mad blandt kansaerne opstod i 1830erne efter ankomsten af mange østlige stammer – f.eks. delaware, shawnee og miami - til reservater i Kansas, der medførte en øget jagt på de svindende vildtbestande.:483  De værst stillede kansaer tiggede sig til fornødenheder hos både nybyggere og de nye nabostammer, eller de tog selv, hvad de behøvede.:486 
Omkring 70 krigere indgik (nok ikke frivilligt) som en del af nordstatshæren under borgerkrigen i 1860erne, og 21 døde i tjenesten.:199 
Trods brudte løfter, amerikansk misligholdelse af traktat-forpligtelser og enkelte hvides selvtægt:198  greb stammen ikke reelt til våben mod andre end nogle ganske bestemte nabostammer, så kansaerne og USA har aldrig ligget i krig med hinanden.:31 
I 1873 blev stammen presset til at forlade staten, den har givet navn til,:172  og begive sig ned til et reservat i Indian Territory (Oklahoma).:229 
I år 2000 ejede kansaerne atter land i Kansas, hvor de havde erhvervet 160 acre land ved Council Grove.:229 

## Historie

### Kansa byer fra 1700 til 1873
Kansaerne havde bl.a. en by med omkring 150 hytter og mere end 1.000 indbyggere på vestbredden af Missouri River tæt ved Doniphan, Kansas, i 1724. Franskmanden Bourgmont besøgte byen da. Den lader til siden at være faldet under et oto angreb. De overlevende søgte nedstrøms og siden op langs tilløbet Kansas River i det centrale Kansas.:222 
Op til århundredeskiftet beboede kansaerne i hvert fald Blue Earth Village ved sammenløbet af Big Blue River og Kansas River.:223  Dette er den vestligste kansa by, man kender til.:223 
Kansaerne afstod land til USA i 1825.:106  Fløjdannelser i stammen resulterede i tre byer længere østpå i kansa reservatet i 1831:113  eller nogle år tidligere.:225  American Chief’s Village bestod af ca. 20 jordhytter, Hard Chief’s Village af over 50 hytter og Fool Chief’s Village var den største med omkring 80 hytter.:227  Høvding White Plume, som USA anerkendte som den formelle kansa leder,:130  skabte en lille by endnu længere østpå, der lå tæt ved Kansa Agency med reservatets amerikanske fuldmægtig og andre hvide ansatte.:118 
Efter afståelsen af over 2.000.000 acres land langs Kansas River:161  i januar 1846,:778  rykkede stammen ned til et 256.000 acres:164  stort reservat ved Neosho River i 1848.:166  (Den oprindelige placering af reservatet vestpå blev forkastet af stammen på grund af mangel på træ).:161  Reservatet lå syd for kansaernes anerkendte landområder og i anerkendt osage land afstået til USA den 2. juni 1825.:708  Ved en fejl overlappede reservatets nordligste tredjedel et stykke af shawnee reservatet oprettet i 1825; problemet løste sig, da shawneerne lod landområdet gå tilbage til USA i 1854.:792  Fool Chief, Hard Chief og Big John (nok et andet navn for American Chief) grundlagde hver deres by i nærheden af Neosho River.:166  Oplandet var interessant for foretagsomme hvide, da emigrant- og transportruten Santa Fe Trail gik igennem det.:97  Reservatgrænserne rykkede derfor tættere på kansa byerne i 1859 efter USA's opkøb af de nordligste og østligste dele af reservatet, så der resterede ca. 80.000 acres til kansaerne.:187 
De små bysamfund eksisterede, til stammens nu kun omkring 500 medlemmer:229  blev presset til at acceptere et reservat på 100.137 acres:214  i Oklahoma i 1873.:215 

### De tilbagevendende epidemier
Forskellige epidemier ramte kansaerne op gennem historien. I 1758 kom der rapporter om et udbrud af kopper blandt kansaerne,:70  og i 1827 døde 180 i en ny epidemi, herunder høvding White Plumes yndlingskone samt to af hans sønner.:41  Op mod 300 mistede livet under en kombineret koppe- og kolera-epidemi i 1831-1832.:150 
Doktor A. Chute vaccinerede 915 kansaer mod kopper i 1838 med varierende effekt,:151  for kansa byerne lader endda til at have lidt under et nyt udbrud af kopper i 1839.:132 
I 1855 krævede en koppe-epidemi omkring 400 ofre.:42 

### Relationer til visse nabostammer
En fredsaftale med osagerne i 1806 indledte en ære med øget harmoni mellem de to nært beslægtede stammer:83  efter tilbagevendende sammenstød tidligere og en regulær krig i 1794.:77 
Kansaerne og pawneerne var på kant med hinanden gennem mere end 100 år.:55  Allerede i 1758 omtalte franskmændene kansaernes krige med pawnee-indianerne som én af grundene til mandefaldet i deres stamme.:149  Af større slag kan nævnes et mislykket pawnee angreb på Blue Earth Village i 1812;:92  muligvis som hævn for kansaernes fordrivelse af kitkahahki pawneerne fra Republican River tre år før.:237  Firs pawnees mistede angiveligt livet under kansa høvding Burning Harts dygtigt ledede forsvar af byen.:92  Senere i 1812 bragte en følelse af overlegenhed 30 kansaer til fald i et skødesløst planlagt angreb på pawneerne i Nebraska.:93  Kansaerne massakrerede en forsvarsløs jagtlejr pawneer med 19 tipier i december 1840.:133 
Navnlig i 1860erne kom det til episoder mellem kansaerne og de sydlige cheyenner i form af hesteerobringer:208  og skudvekslinger.:288  Et antal kansaer spejdede for den amerikanske hær under kampagnerne mod cheyennerne.:55  Et cheyenne besøg i en kansa jagtlejr i det sydcentrale Kansas i december 1868 udviklede sig til en kamp med 14 dræbte cheyenner og to faldne kansaer, efter at cheyennerne på vej væk fra lejren angiveligt havde dræbt en enlig hestevogter. Af frygt for hævnen søgte kansaerne straks tilbage mod reservatet ved Neosho River uden mange forsyninger og i bidende vintervejr. Mindst 60 døde under det udmattende tilbagetog, og kansaerne forsøgte sig ikke med flere bisonjagter under deres sidste tid i Kansas.:209 

## Kultur

### Stammens organisering og skik og brug
Stammen var opdelt i to grupperinger eller halv-stammer, der igen var inddelt i klaner.:30  De forskellige byer indgik i et løst samarbejde og havde hver en anerkendt høvding.:49  Muligvis påvirket af de hvide gik høvdingetitlen med tiden over til at gå i arv fra far til ældste søn; en ændring ikke alle i stammen affandt sig med.:50 
Kvinderne bar håret langt og ofte med midterskilningens synlige stribe hud malet rød.:225  Mændene lod traditionelt en lille skalp-lok, gerne farvet eller fremhævet med en ørnefjer eller rådyrhale, være på deres ellers glatte isse.:28  Begge køn kunne tit fremvise tatoveringer på kroppen.:225 
Kansaerne begravede deres døde og placerede mad ved stedet, ligesom en aflivet hest kunne blive lagt over graven.:492  De sørgende skar sig til blods og fastede fra morgen til aften flere dage i træk; en uheldig skik for folk, som igen og igen behøvede modstandskraft til at stå imod livstruende sygdomme. Ved siden af at sørge selv kunne en velstillet familie betale et stammemedlem for at græde ved graven dagligt.:49  Efter en begravelse organiserede de mandlige familiemedlemmer hurtigt et krigstogt for at kræve et liv for et liv, også når den afdøde var blevet offer for en sygdom.:493  Efter 1873 mildnede kansaerne skikken, så det var nok at tage et dyreliv og ikke mere krævede en død fjende.:27 

### Religion
Stammens vigtigste bundter var en hellig og unik pibe af catlinit med en meget kort pibespids udskåret i selve pibestenen:674  samt en hellig muslingeskal.:673  Begge kom i brug under forskellige ceremonier.:675 
En saltholdig kilde ved Solomon River var hellig for kansaerne.:47 

## Berømte kansaer
Charles Curtis med 1/8 kansa-blod i årerne fungerede som vicepræsident under præsident Herbert Hoover.:191 